# Brass Target
 Brass Target és una pel·lícula estatunidenca dirigida per John Hough, estrenada el 1978.

## Argument
La història comença a Europa després del dia de la victòria aliada a la Segona Guerra Mundial. El general George Smith Patton dona l'ordre que les reserves d'or de l'exReichsbank siguin transportades a Frankfurt del Main, però abans que el transport arribi al seu destí, el tren és robat i l'escorta del cos de la Policia Militar morta en un túnel amb l'ús d'un gas letal.
Resulta que un grup d'oficials corruptes nord-americans, al comandament del coronel Donald Rogers, són els responsables del crim. La investigació, iniciada per Patton, condueixen al principi a l'Oficina de Serveis Estratègics, el servei d'intel·ligència de les Forces Armades dels EUA, i en particular a la persona del comandant Joe De Luca. Pel que sembla, els lladres han utilitzat el seu propi pla.
Això empeny De Luca per iniciar la seva pròpia investigació. Primer visita al seu antic comandant en temps de guerra, el coronel Mike McCauley, que ara viu en un castell alemany requisat.
Mentrestant, la investigació condueix cada vegada més als culpables, els funcionaris nord-americans corruptes lloguen un assassí professional per eliminar Patton, amb l'esperança d'aturar la investigació.
La pel·lícula va ser rodada a Monaco a Baviera i Suïssa

## Repartiment
- Sophia Loren: Mara
- John Cassavetes: Maj. Joe De Lucca
- George Kennedy: General George S. Patton
- Robert Vaughn: Cor. Donald Rogers
- Patrick McGoohan: Cor. Mike McCauley
- Bruce Davison: Cor. Robert Dawson
- Edward Herrmann: Cor. Walter Gilchrist
- Max von Sydow: Shelley/Webber
- Ed Bishop: Cor. Stewart
- Lee Montague: Lucky Luciano
- Heinz Bennent: Kasten
- Birgit Bergen: dona al tren